# Erika L. Pearce
Erika L. Pearce (geboren 1972 in New York City) ist eine US-amerikanische Zellbiologin und Immunologin. Sie war von 2015 bis 2020 Direktorin am Max-Planck-Institut für Immunbiologie und Epigenetik in Freiburg im Breisgau. Seit 2021 ist Bloomberg Distinguished Professor an der Johns-Hopkins-Universität in Baltimore. 2018 erhielt sie den Gottfried Wilhelm Leibniz-Preis für ihre Arbeiten auf dem Gebiet der Stoffwechsel- und Entzündungsforschung, wobei sie sich vor allem auf die T-Lymphozyten konzentriert.

## Leben und Werk
Erika L. Pearce wurde 1972 in New York City geboren. Sie studierte Biologie an der Cornell University und bekam dort ihren Bachelor of Arts 1998. Danach beschäftigte sie sich mit der Identifizierung der Rolle eines Schlüsseltranskriptionsfaktors für die CD8-T-Zell-Effektorfunktionen und die metabolische Reprogrammierung, die für die Entwicklung von T-Speicherzellen wichtig ist.
Im Jahr 2005 wurde sie in Zell- und Molekularbiologie an der University of Pennsylvania promoviert. Ihre Dissertation hatte den Titel Developement of CD8 T cell responses. Von 2009 bis 2011 arbeitete sie am Trudeau Institute in Saranac Lake, New York, danach ging sie an die Washington University School of Medicine in St. Louis, wo sie ab 2011 erst Assistant Professor und später Associate Professor war. Von 2015 bis 2020 war Erika Pearce Direktorin am Max-Planck-Institut für Immunbiologie und Epigenetik in Freiburg im Breisgau und leitete dort die Abteilung des Instituts für Immunmetabolismus. Seit 2020 ist sie Bloomberg Distinguished Professor an der Johns-Hopkins-Universität in Baltimore, wo sie in der Abteilung für Onkologie der Medizinischen Fakultät und am Bloomberg-Kimmel-Institut für Krebsimmuntherapie tätig ist sowie eine Stelle in der Abteilung für Biochemie und Molekularbiologie an der Bloomberg School of Public Health innehat. Nach ihren eigenen Angaben konzentriert sich ihre Forschung auf das Verständnis der zellulären und molekularen Mechanismen, die die Immunreaktionen steuern, mit besonderem Schwerpunkt auf der Frage, wie der Stoffwechsel diesen Prozess steuert.
Sie ist Mitglied im Advisory Editorial Board des Journal of Experimental Medicine sowie Mitglied des Editorial Board der Zeitschriften Cell und Cell Metabolism. Zudem ist sie im Steering Committee für Immunometabolism bei Janssen Pharmaceuticals, externes Mitglied des Aufsichtsrats des Immunology Network von GlaxoSmithKline und im wissenschaftlichen Beirat von ImmunoMet Therapeutics.

## Publikationen (Auswahl)
- R.I. Klein Geltink, D. O’Sullivan, M. Corrado, A. Bremser, M.D. Buck, J.M. Büscher, E. Firat, X. Zhu, G. Niedermann, G. Caputa, B. Kelly, U. Warthorst, A. Rensing-Ehl, R.L. Kyle, L. Vandersarren, J.D. Curtis, A.E. Patterson, S. Lawless, K. Grzes, J. Qiu, D.E. Sanin, O. Kretz, T.B. Huber, S. Janssens, B.N. Lambrecht, A.S. Rambold, E.J. Pearce, E.L. Pearce: Mitochondrial Priming by CD28. Cell 171 (2), 5. Oktober 2017; S. 385–397. doi:10.1016/j.cell.2017.08.018
- M.D. Buck, R. Sowell, S.M. Kaech, E.L. Pearce: Metabolic Instruction of Immunity. Cell 169(4), 4. Mai 2017; S. 570–586. doi:10.1016/j.cell.2017.04.004
- M.D. Buck, D. O’Sullivan, R.I. Klein Geltink, J.D. Curtis, C.H. Chang, D.E. Sanin, J. Qiu, O. Kretz, D. Braas, G.J.W. van der Windt, Q. Chen, S. Huang, C.M. O’Neill, B.T. Edelson, E.J. Pearce, H. Sesaki, T.B. Huber, A.S. Rambold, E.L. Pearce: Mitochondrial Dynamics Controls T Cell Fate Through Metabolic Reprogramming. Cell 166(1), 30. Juni 2016; S. 63–76. doi:10.1016/j.cell.2016.05.035
- C.H. Chang CH, J. Qiu, D. O’Sullivan, M.D. Buck, T. Noguchi, J.D. Curtis, Q. Chen, M. Gindin, M.M. Gubin, G.J.W. van der Windt, E. Tonc, R.D. Schreiber, E.J. Pearce, E.L. Pearce: Metabolic competition in the tumor microenvironment is a driver of cancer progression. Cell 162 (6), 10. September 2015; S. 1229–1241. doi:10.1016/j.cell.2015.08.016
- D. O’Sullivan, E.L. Pearce: Targeting T Cell Metabolism for Therapy. Trends in Immunology, 15. Januar 2015; S. 71–80. doi:10.1016/j.it.2014.12.004
- C.H. Chang, J.D. Curtis, L.B. Maggi Jr., B. Faubert, A.V. Villarino, D. O’Sullivan, S.C. Huang, G.J.W. van der Windt, J. Blagih, J. Qiu, J.D. Weber, E.J. Pearce, R.G. Jones, E.L. Pearce: Post-Transcriptional Control Of T Cell Effector Function By Aerobic Glycolysis. Cell 153 (6), 6. Juni 2013; S. 1239–1251. doi:10.1016/j.cell.2013.05.016
- E.L. Pearce, M.C. Walsh, P.J. Cejas, G.M. Harms, H. Shen, L.S. Wang, R.G. Jones, Y. Choi: Enhancing CD8 T-cell memory by modulating fatty acid metabolism. Nature 460 (7251); 2. Juli 2009; S. 103–107. doi:10.1038/nature08097

## Belege
1. ↑  Marie Anne O’Donnell: Erika Pearce: Fitting metabolism and immunity together, to a T. Journal of Cell Biology 2017 (7), 2. Juli 2018; S. 2223–2224.
2. 1 2  Curriculum Vitae Erika L. Pearce; abgerufen am 17. Januar 2022.
3. 1 2  Bisherige Institutsdirektorinnen und -direktoren. Liste ehemaliger Direktorinnen und Direktoren auf der Seite des Max-Planck-Institutes für Immunbiologie und Epigenetik in Freiburg; abgerufen am 17. Januar 2022.
4. ↑  Saralyn Cruickshank: Molecular biologist Erika Pearce joins Johns Hopkins as Bloomberg Distinguished Professor. Pressemitteilung. In: Office of Communications, Johns Hopkins University, Baltimore. Johns Hopkins University, Baltimore, 6. April 2021, abgerufen am 17. Januar 2022 (englisch).
5. ↑  Research Interests – Prof. Dr. Erika L. Pearce (Memento vom 4. Dezember 2021 im Internet Archive); abgerufen am 4. Januar 2020.